# Chương trình Artemis
Chương trình Artemis là một dự án hàng không vũ trụ của Hoa Kỳ với mục tiêu là đưa con người quay trở lại Mặt Trăng vào năm 2024. Chương trình đang được triển khai chủ yếu bởi Cơ quan Hàng không và Vũ trụ Hoa Kỳ (NASA), các công ty vũ trụ thương mại Hoa Kỳ, phối hợp cùng các đối tác quốc tế như Cơ quan Vũ trụ châu Âu (ESA), Cơ quan thám hiểm hàng không vũ trụ Nhật Bản (JAXA), Cơ quan vũ trụ Canada (CSA) và Cơ quan Vũ trụ Úc (ASA).
NASA đã thành công trong việc lần đầu tiên đưa người lên Mặt Trăng qua chương trình Apollo với tổng cộng 6 tàu Apollo cùng 12 nhà du hành vũ trụ hạ cánh trên Mặt Trăng từ 1969 đến 1972. Tuy nhiên, mục tiêu của chương trình Artemis không chỉ là đưa người quay trở lại Mặt Trăng mà còn là duy trì sự hiện diện lâu dài của con người trên Mặt Trăng, đồng thời tạo điều kiện cho các công ty tư nhân Hoa Kỳ tìm hiểu các lợi ích kinh tế trên Mặt Trăng. Chương trình cũng hướng đến đặt nền móng cho việc đưa con người đến Sao Hoả.
Tháng 12 năm 2017, Tổng thống Donald Trump đã ký Sắc lệnh Chính sách Vũ trụ 1, khởi động chiến dịch quay trở lại Mặt Trăng. Chương trình Artemis được dựa trên các chương trình tàu vũ trụ đang diễn ra bao gồm Orion, Lunar Gateway, Commercial Lunar Payload Services và thêm một tàu đổ bộ chưa được phát triển. Tên lửa đẩy Space Launch System (SLS) sẽ đóng vai trò là phương tiện phóng chủ yếu cho tàu vũ trụ Orion, trong khi các dịch vụ phóng tàu vũ trụ của các công ty thương mại được lên kế hoạch sử dụng để phóng các thành phần khác của chương trình. Vào tháng 8 năm 2021, NASA công bố mô-đun Mặt Trăng của chương trình là tàu không gian SpaceX Starship.
Việc đưa con người trở lại Mặt Trăng có thể bị trì hoãn từ 2024 đến 2028 do các ràng buộc về ngân sách từ Quốc hội Hoa Kỳ.

## Lịch sử
Chương trình Artemis hiện tại kết hợp một số thành tựu của các chương trình và nhiệm vụ khác của NASA, như chương trình Constellation và Nhiệm vụ chuyển hướng tiểu hành tinh. Ban đầu được luật hóa bởi Đạo luật ủy quyền của NASA năm 2005, chương trình Constellation bao gồm sự phát triển của các tên lửa đẩy Ares I, Ares V và Phương tiện thám hiểm phi hành đoàn Orion.
Vào tháng 5 năm 2009, Tổng thống Barack Obama thành lập Ủy ban Augustine để xem xét một số mục tiêu bao gồm hỗ trợ cho Trạm vũ trụ quốc tế, phát triển các sứ mệnh ngoài quỹ đạo Trái đất tầm thấp (bao gồm Mặt trăng, Sao hỏa và các vật thể gần Trái đất) và sử dụng nền công nghiệp không gian thương mại công nghiệp.
Vào ngày 15 tháng 4 năm 2010, Tổng thống Obama phát biểu tại Trung tâm Vũ trụ Kennedy, thông báo kế hoạch của chính quyền cho NASA và hủy bỏ các chương trình không liên quan đến Orion. Thay vào đó, ông đề xuất 6 tỷ đô la tài trợ bổ sung và kêu gọi phát triển chương trình tên lửa đẩy hạng nặng mới sẵn sàng xây dựng vào năm 2015 với với mục tiêu đưa các phi hành đoàn lên quỹ đạo Sao Hỏa vào giữa những năm 2030.
Vào ngày 11 tháng 10 năm 2010, Tổng thống Obama đã ký thành luật Đạo luật ủy quyền của NASA năm 2010, bao gồm các yêu cầu phát triển ngay lập tức Space Launch System như một phương tiện phóng thay thế cho Tàu con thoi và tiếp tục phát triển các phương tiện thám hiểm có người lái có khả năng hỗ trợ các nhiệm vụ ngoài quỹ đạo trái đất tầm thấp bắt đầu từ năm 2016, trong khi tối đa hóa, nếu có thể, việc sử dụng lực lượng lao động, tài sản và khả năng của Tàu con thoi, chương trình Constellation và các chương trình khác của NASA.
Vào ngày 30 tháng 6 năm 2017, Tổng thống Donald Trump đã ký một sắc lệnh hành pháp để tái lập Hội đồng Vũ trụ Quốc gia, do Phó tổng thống Mike Pence chủ trì. Yêu cầu ngân sách đầu tiên của chính quyền Trump là duy trì các chương trình vũ trụ chở người dưới thời Obama: Dịch vụ tiếp tế thương mại, Phát triển phi hành đoàn thương mại, Space Launch System và tàu vũ trụ Orion cho các sứ mệnh không gian liên hành tinh, đồng thời giảm nghiên cứu khoa học Trái đất và kêu gọi loại bỏ văn phòng giáo dục của NASA.
Vào ngày 26 tháng 3 năm 2019, Phó Tổng thống Mike Pence tuyên bố rằng mục tiêu trở lại mặt trăng sẽ được tăng tốc lên bốn năm với kế hoạch hạ cánh vào năm 2024. Vào ngày 14 tháng 5 năm 2019, giám đốc NASA Jim Bridenstine tuyên bố rằng chương trình mới sẽ có tên gọi là Artemis. Mặc dù có những mục tiêu mới, các nhiệm vụ trên sao Hỏa vào những năm 2030 vẫn được dự định.
Vào tháng 2 năm 2020, Nhà Trắng đã yêu cầu tăng 12% kinh phí để chi trả cho chương trình Artemis như là một phần của năm tài khóa 2021. Tổng ngân sách bây giờ sẽ là 25,2 tỷ đô la mỗi năm với 3,7 tỷ đô la dành riêng cho Hệ thống hạ cánh con người (Human Landing System). Giám đốc tài chính của NASA Jeff DeWit cho rằng cơ quan này có cơ hội cao để được thông qua ngân sách này bất chấp những lo ngại của đảng Dân chủ xung quanh chương trình.

## Các chương trình hỗ trợ
Việc tiến hành Artemis sẽ yêu cầu bổ sung các chương trình, dự án và bệ phóng thương mại để hỗ trợ xây dựng trạm vũ trụ Lunar Gateway quay quanh Mặt trăng, triển khai các nhiệm vụ tiếp tế cho trạm và triển khai nhiều tàu vũ trụ và dụng cụ robot lên bề mặt mặt trăng.

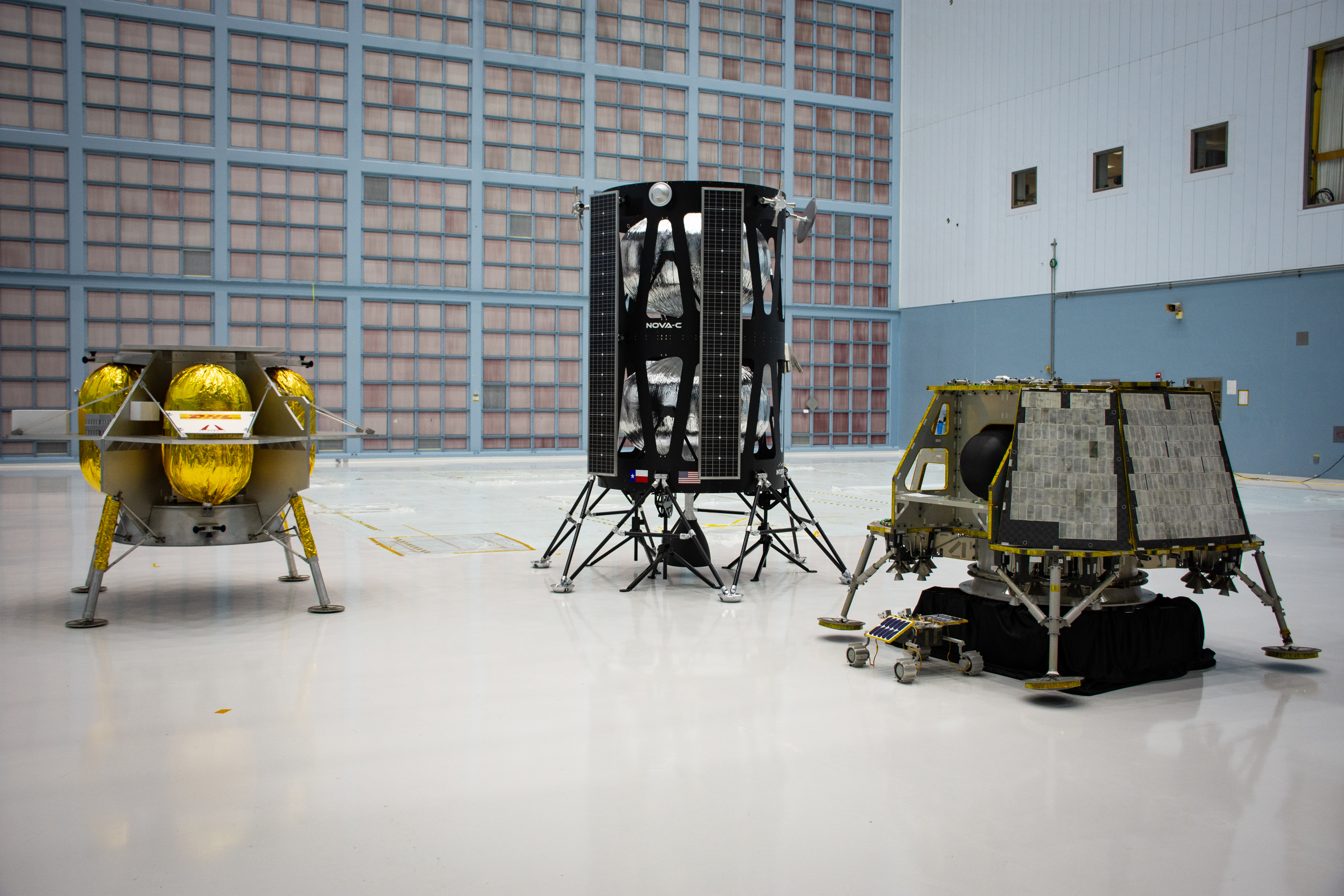
Mô hình của ba tàu đổ bộ thương mại đầu tiên được chọn cho chương trình. Từ trái qua: Peregrine của Astrobotic Technology, Nova-C của Intuitive Machine và Z-01 của OrbitBeyond

### Commercial Lunar Payload Services
Vào tháng 3 năm 2018, NASA đã thành lập chương trình Dịch vụ tải trọng thương mại Mặt trăng (Commercial Lunar Payload Services - CLPS) với mục đích gửi các robot đổ bộ nhỏ và xe tự hành đến khu vực cực nam mặt trăng như một tiền đề để hỗ trợ cho các nhiệm vụ có con người. Các mục tiêu chính bao gồm tìm kiếm tài nguyên mặt trăng, thử nghiệm tính khả thi để sử dụng tài nguyên tại chỗ (ISRU) và khoa học mặt trăng. NASA sẽ trao hợp đồng cho các công ty cung cấp dịch vụ thương mại để phát triển và phóng các tàu đổ bộ mặt trăng với mang theo các thiết bị phục vụ khoa học. Giai đoạn đầu tiên xem xét các đề xuất có khả năng cung cấp ít nhất 10 kilôgam (22 lb) tải trọng vào cuối năm 2021. Đề xuất cho tàu đổ bộ cỡ trung có khả năng cung cấp từ 500 kilôgam (1.100 lb) và 1.000 kilôgam (2.200 lb) hàng hóa cũng sẽ được xem xét để khởi động sau năm 2021.
Vào tháng 11 năm 2018, NASA đã công bố chín công ty đầu tiên đủ điều kiện đấu thầu các hợp đồng dịch vụ vận chuyển CLPS (xem danh sách dưới đây).
Vào ngày 31 tháng 5 năm 2019, ba trong số đó đã được trao hợp đồng cho các tàu đổ bộ: Astrobotic Technology, Intuitive Machines, OrbitBeyond.
Vào ngày 29 tháng 7 năm 2019, NASA thông báo rằng đã chấp nhận yêu cầu của OrbitBeyond để được giải phóng khỏi hợp đồng với lý do "những vấn đề nội bộ của công ty".
Mười hai tải trọng và thử nghiệm đầu tiên từ các trung tâm của NASA đã được công bố vào ngày 21 tháng 2 năm 2019. Ngày 1 Tháng 7 năm 2019, NASA đã công bố lựa chọn thêm mười hai trọng tải bổ sung, được cung cấp bởi các trường đại học và các doanh nghiệp.
Vào tháng 4 năm 2020, NASA chọn Masten Space System là nhà thầu thứ 4 để vận chuyển hàng hóa lên Mặt trăng vào năm 2022.

#### Danh sách nhà thầu
Các nhà thầu được chọn cho CLPS là: 
| Ngày công bố         | Công ty                      | Trụ sở chính             | Dịch vụ đề xuất                                                                                   | Trao hợp đồng                             |
| -------------------- | ---------------------------- | ------------------------ | ------------------------------------------------------------------------------------------------- | ----------------------------------------- |
| 29 tháng 11 năm 2018 | Astrobotic Technology        | Pittsburgh, Pennsylvania | Tàu đổ bộ Peregrine                                                                               | 31 tháng 5 năm 2019                       |
| 29 tháng 11 năm 2018 | Deep Space Systems           | Littleton, Colorado      | Xe tự hành; dịch vụ thiết kế và phát triển                                                        |                                           |
| 29 tháng 11 năm 2018 | Draper Laboratory            | Cambridge, Massachusetts | Tàu đổ bộ Artemis-7                                                                               |                                           |
| 29 tháng 11 năm 2018 | Firefly Aerospace            | Cedar Park, Texas        | Tàu đổ bộ Firefly Genesis dựa trên Beresheet của Israel; Phương tiện phóng Firefly Alpha và Beta. |                                           |
| 29 tháng 11 năm 2018 | Intuitive Machine            | Houston, Texas           | Tàu đổ bộ Nova-C                                                                                  | 31 tháng 5 năm 2019                       |
| 29 tháng 11 năm 2018 | Lockheed Martin              | Littleton, Colorado      | Tàu đổ bộ mặt trăng McCandless                                                                    |                                           |
| 29 tháng 11 năm 2018 | Masten Space Systems         | Mojave, California       | Tàu đổ bộ XL-1                                                                                    | 8 tháng 4 năm 2020                        |
| 29 tháng 11 năm 2018 | Moon Express                 | Mũi Canaveral, Florida   | Tàu đổ bộ MX-1, MX-2, MX-5, MX-9; đưa mẫu vật quay lại trái đất.                                  |                                           |
| 29 tháng 11 năm 2018 | OrbitBeyond                  | Edison, New Jersey       | Tàu đổ bộ Z-01 và Z-02                                                                            | 31 tháng 5 năm 2019 / 29 tháng 7 năm 2019 |
| 18 tháng 11 năm 2019 | Blue Origin                  | Kent, Washington         | Tàu đổ bộ Blue Moon                                                                               |                                           |
| 18 tháng 11 năm 2019 | Robot Ceres                  | Palo Alto, California    |                                                                                                   |                                           |
| 18 tháng 11 năm 2019 | Tập đoàn Sierra Nevada       | Louisville, Colorado     |                                                                                                   |                                           |
| 18 tháng 11 năm 2019 | SpaceX                       | Hawthorne, California    | Tàu vũ trụ                                                                                        |                                           |
| 18 tháng 11 năm 2019 | Tyvak Nano-Satellite Systems | Irvine, California       |                                                                                                   |                                           |

- Các công ty trao hợp đồng đổ bộ hiển thị in đậm.
- OrbitBeyond đã được trao hợp đồng nhưng sau đó từ bỏ (hiển thị bằng chữ in nghiêng).

## Tàu vũ trụ

### Orion

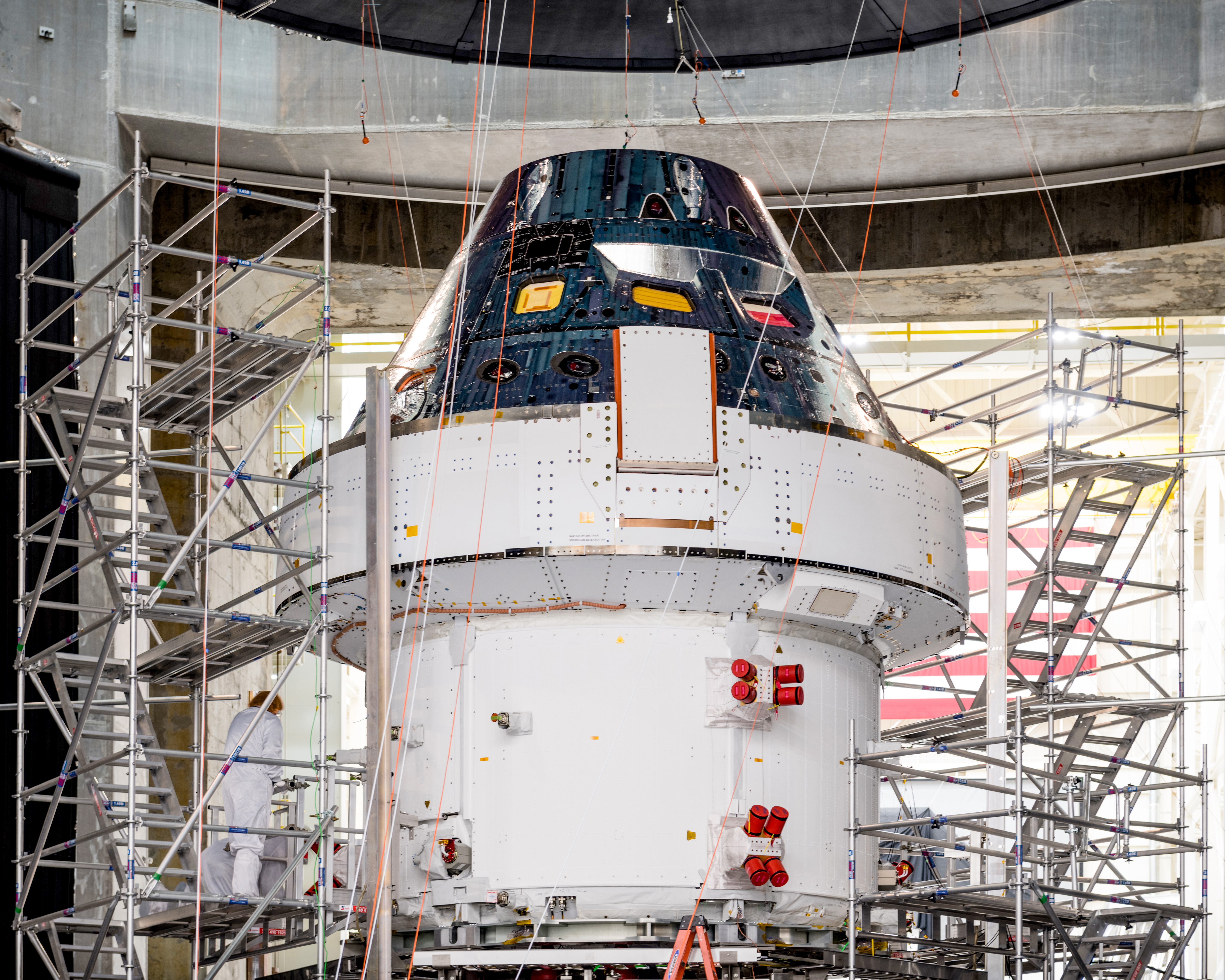
Tàu vũ trụ Orion của NASA đang trải qua các thử nghiệm cuối cùng

Tàu vũ trụ có người lái đa chức năng Orion là một lớp tàu không gian có thể tái sử dụng một phần đã được lên kế hoạch sử dụng trong các chương trình vũ trụ có người lái của NASA. Tàu vũ trụ bao gồm Mô-đun phi hành đoàn (CM) được sản xuất bởi Lockheed Martin và Mô-đun dịch vụ châu Âu (ESM) do Airbus Defense and Space sản xuất. Có khả năng hỗ trợ phi hành đoàn gồm sáu người ngoài quỹ đạo Trái đất thấp, Orion có thể kéo dài nhiệm vụ tới 21 ngày khi không lắp ghép với trạm và tối đa sáu tháng nếu có lắp ghép. Nó được trang bị năng lượng mặt trời, hệ thống lắp ghép tự động và giao diện buồng lái bằng kính được mô phỏng theo những chiếc được sử dụng trong Boeing 787 Dreamliner. Một động cơ AJ10 duy nhất cung cấp động lực chính của tàu vũ trụ, trong khi tám động cơ R-4D-11 và sáu động cơ hệ thống điều khiển phản ứng do Airbus phát triển, cung cấp lực đẩy thứ cấp cho tàu vũ trụ. Mặc dù tương thích với các tên lửa đẩy khác, Orion được thiết kế chủ yếu để phóng bằng tên lửa Space Launch System (SLS).
Tàu Orion được NASA công bố vào ngày 24 tháng 5 năm 2011. Thiết kế của nó dựa trên Phương tiện thám hiểm phi hành đoàn từ chương trình Constellation bị hủy bỏ. Mô-đun chỉ huy đang được Lockheed Martin xây dựng tại nhà máy lắp ráp Michoud, trong khi mô-đun dịch vụ Orion đang được Airbus Defense và Space xây dựng với sự tài trợ của Cơ quan Vũ trụ châu Âu.

### Lunar Gateway

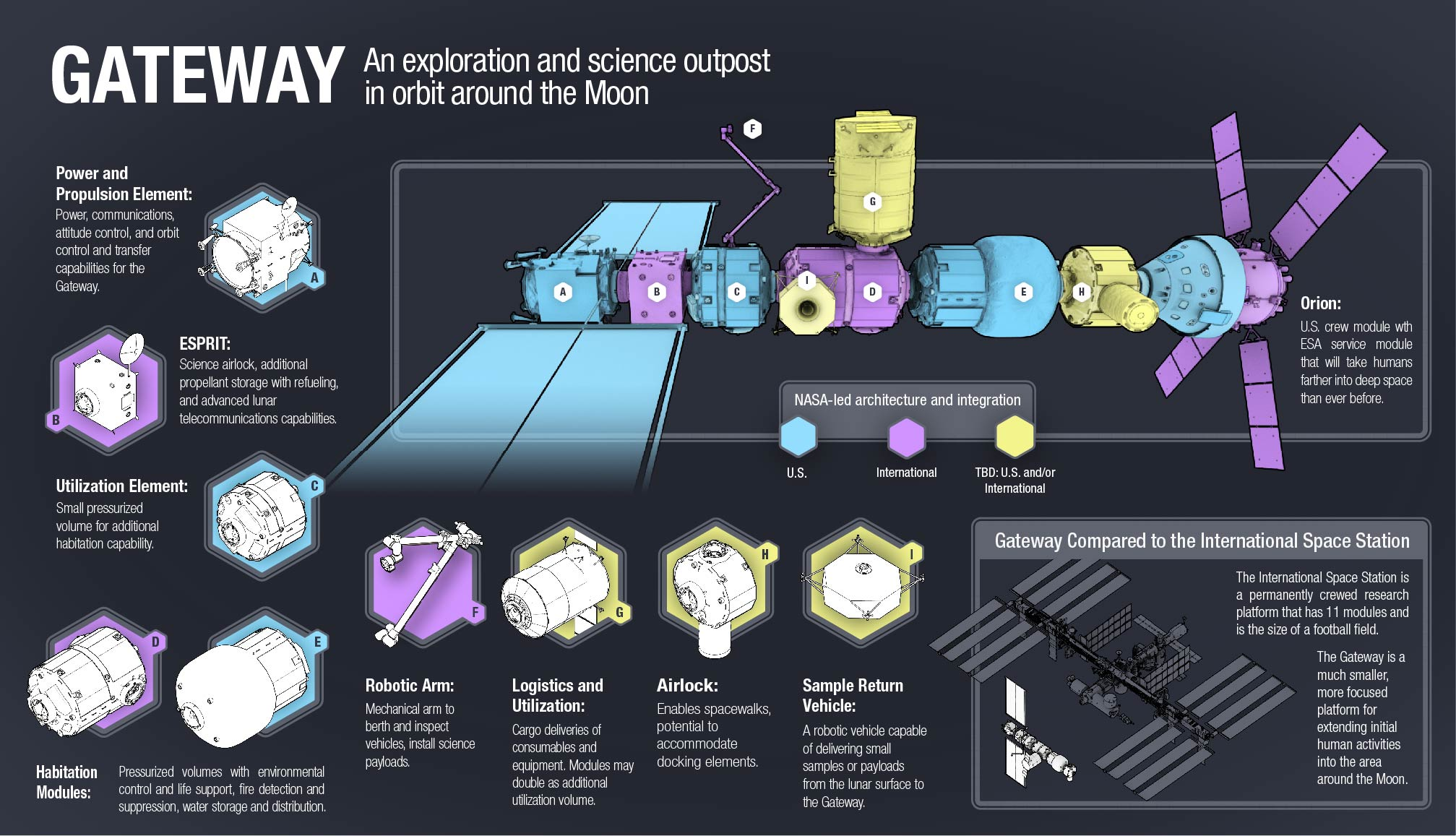
Cấu hình có thể có của Gateway

Lunar Gateway là một trạm không gian mini sử dụng năng lượng mặt trời được phát triển để quay quanh mặt trăng nhằm phục vụ như một trung tâm liên lạc, phòng thí nghiệm khoa học, mô-đun cư trú ngắn hạn và khu vực dành cho xe tự hành và các robot khác.
Vào ngày 30 tháng 4 năm 2020, NASA cho rằng mấu chốt trong kế hoạch về sự hiện diện lâu dài của phi hành đoàn trên hoặc gần Mặt trăng là trạm Lunar Gateway. NASA hy vọng Lunar Gateway sẽ được sẵn sàng hoạt động trên quỹ đạo Mặt trăng đúng lúc cho nhiệm vụ Artemis 3 vào năm 2024, cho phép các thành phần của tàu đổ bộ được lắp ráp tại Lunar Gateway trước khi các phi hành gia xuất hiện trên một tàu Orion. Trả lời phỏng vấn Spaceflight Now, giám đốc NASA Jim Bridenstine nói tàu Artemis 3 sẽ không còn phụ thuộc qua Lunar Gateway nữa, nhưng NASA không từ bỏ dự án Lunar Gateway.

### Human Landing System
Vào ngày 30 tháng 4 năm 2020, trong một buổi hội thảo từ xa, NASA đã công bố ba công ty (Blue Origin, Dynetics và SpaceX) đã được chọn cho việc thiết kế sơ bộ cho Human Landing System (HLS). Hiện tại, không biết cụ thể những chuyến đổ bộ nào mà mỗi thiết kế tàu HLS sẽ được ký hợp đồng, nhưng việc lựa chọn ba thiết kế tàu đổ bộ, nếu được xây dựng, sẽ mở ra nhiều cơ hội hạ cánh hơn so với hai.
| Ngày công bố             | Công ty     | Tàu vũ trụ |
| ------------------------ | ----------- | --- |
| Ngày 30 tháng 4 năm 2020 | Blue Origin | Phương tiện Đổ bộ Tích hợp (Integrated Lander Vehicle - ILV), một tàu đổ bộ ba giai đoạn sẽ được phóng trên tên lửa đẩy New Glenn của chính công ty và tên lửa đẩy Vulcan. |
| Ngày 30 tháng 4 năm 2020 | Dynetics    | Dynetics Human Landing System (DHLS), một cấu trúc duy nhất sẽ phóng bằng Vulcan.                                                                                          |
| Ngày 30 tháng 4 năm 2020 | SpaceX      | Starship, một tàu đổ bộ tích hợp đầy đủ sẽ sử dụng tên lửa Super Heavy của SpaceX.                                                                                         |

### HERACLES
HERACLES (Human-Enhanced Robotic Architecture and Capability for Lunar Exploration and Science) là một phương tiện vận chuyển đang được ESA - JAXA - CSA lên kế hoạch. HERACLES sẽ có một tàu đổ bộ robot có tên là European Large Logistic Lander (EL3), có thể được cấu hình cho các hoạt động khác nhau chẳng hạn như tải trọng lên tới 1.5 tấn, vận chuyển mẫu vật về Trái đất hoặc tài nguyên tiềm năng được tìm thấy trên Mặt trăng. ESA đã phê duyệt dự án vào tháng 11 năm 2019. Nhiệm vụ đầu tiên của HERACLES được lên kế hoạch vào năm 2027.

### Moon Cruiser
Được thiết kế bởi Airbus, Moon Cruiser là một tàu vũ trụ cho nhiệm vụ logistics dựa trên ATV và ESM sẽ được sử dụng để tiếp tế và hỗ trợ Lunar Gateway. Đây sẽ là một phần đóng góp của ESA cho Lunar Gateway và hiện đang trong quá trình thiết kế. Được phóng bằng Ariane 6, Moon Cruiser sẽ có thể tiếp nhiên liệu cho các tàu đổ bộ mặt trăng và vận chuyển hàng hóa đến Lunar Gateway. Nó cũng sẽ được sử dụng để cung cấp mô-đun ESPRIT cho Lunar Gateway vào năm 2025.

### Dragon XL
Vào ngày 27 tháng 3 năm 2020, SpaceX tiết lộ tàu vũ trụ tiếp tế Dragon XL mang theo hàng hóa có điều áp và không điều áp, các thí nghiệm và các vật tư khác cho Lunar Gateway theo kế hoạch của NASA dựa trên hợp đồng Gateway Logistics Services (GLS). Dragon XL sẽ được phóng trên tên lửa SpaceX Falcon Heavy từ bãi phóng 39A tại Trung tâm vũ trụ Kennedy ở Florida. Tải trọng của nó đến quỹ đạo mặt trăng được dự kiến sẽ lớn hơn 5000 kg (11.000 lb). Không giống như các biến thể Dragon trước đây, Dragon XL không thể tái sử dụng và thay vào đó tập trung vào vận chuyển hàng hóa. Nó sẽ hoạt động như phương tiện hậu cần của Hoa Kỳ cho chương trình Artemis.

## Các tên lửa đẩy

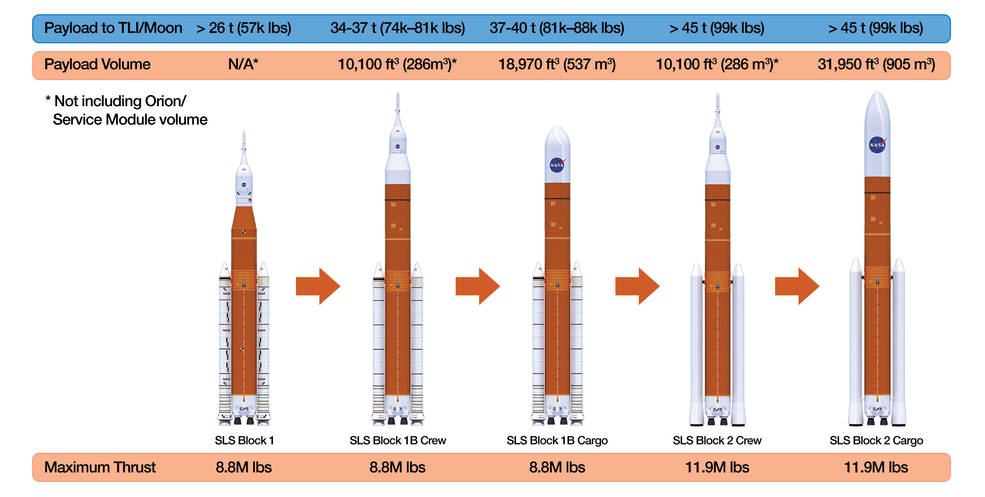
Kế hoạch phát triển của Hệ thống phóng không gian, phương tiện phóng chính cho Orion

### Space Launch System
Space Launch System (SLS) là một phương tiện phóng có tải trọng siêu nặng, sử dụng một lần, đã được phát triển kể từ khi công bố vào năm 2011.
SLS Block 1 ban đầu được Quốc hội Hoa Kỳ yêu cầu nâng tải trọng 95 tấn (209.000 lb) đến quỹ đạo Trái đất thấp (LEO), và sẽ được dùng để phóng Artemis 1, 2 và 3. Block 1B cũng được dự định để phóng các tàu Artemis 4-7 sau này. Block 2 được lên kế hoạch để thay thế các tên lửa đẩy có nguồn gốc từ Tàu con thoi bằng các tên lửa đẩy tiên tiến hơn và sẽ có khả năng đưa lên quỹ đạo LEO tải trọng hơn 150 tấn (330.000 lb), theo yêu cầu của Quốc hội. Block 2 được dự định để đưa các phi hành đoàn lên Sao Hỏa. SLS sẽ phóng tàu vũ trụ Orion và sử dụng các hoạt động trên mặt đất và các cơ sở vũ trụ tại Trung tâm vũ trụ Kennedy của NASA ở Florida. 

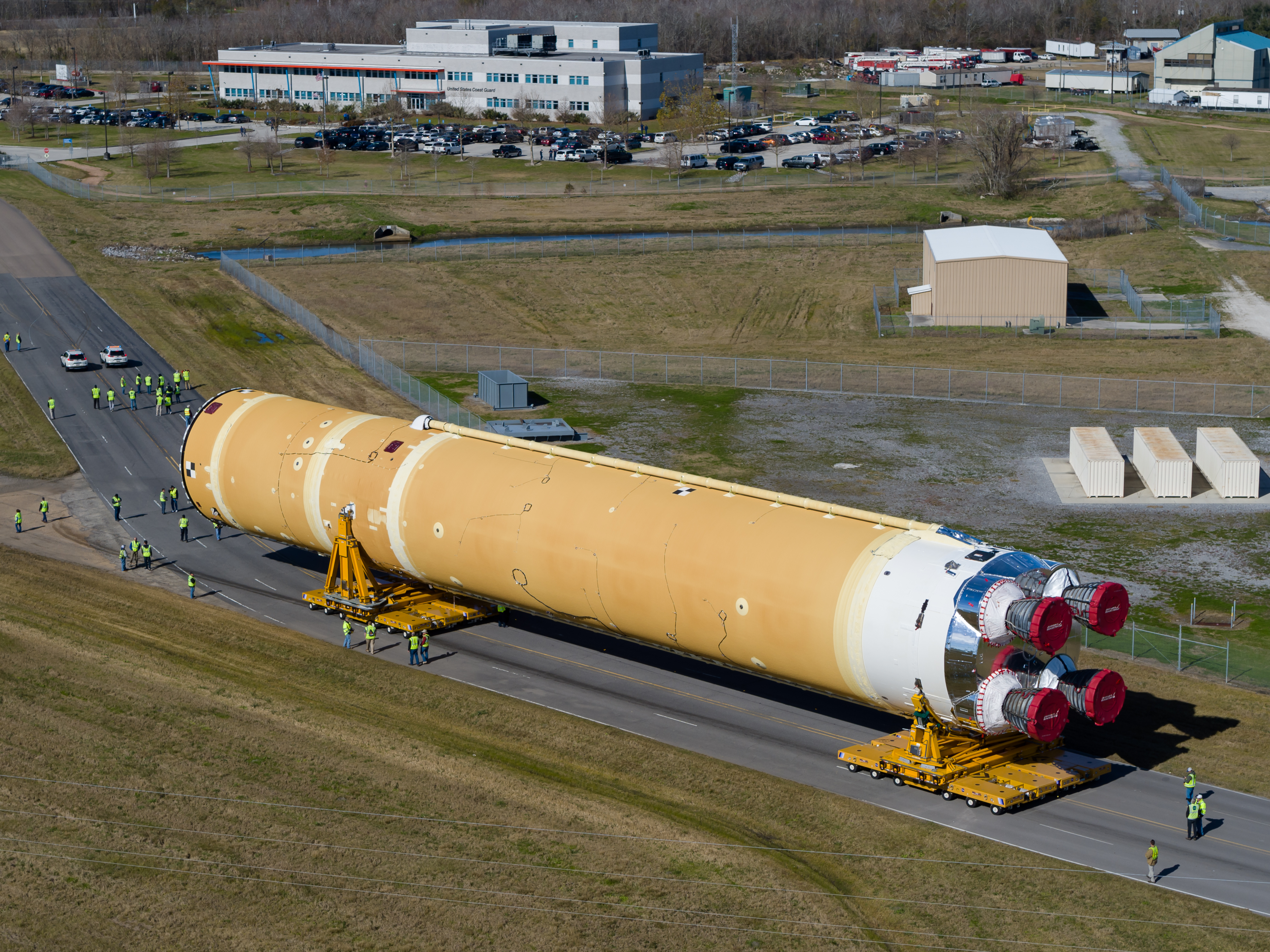
Tầng lõi của SLS được vận chuyển ra từ Michoud vào ngày 8 tháng 1 năm 2020, trước chuyến bay Artemis 1

Vào tháng 10 năm 2019, NASA đã tuyên bố đã ủy quyền cho Boeing mua vật liệu với số lượng lớn để có thêm tên lửa đẩy SLS trước khi công bố hợp đồng mới. Hợp đồng này dự kiến sẽ chi ngân sách cho 10 tầng lõi và 8 tầng Exploration Upper Stages.

### Phương tiện phóng hỗ trợ
Mặc dù Delta IV Heavy và Falcon Heavy được NASA xem xét để phóng tàu Orion cùng phi hành đoàn, cuối cùng cơ quan này đã quyết định chỉ sử dụng SLS cho tàu Orion.

## Phi hành đoàn
Vào ngày 10 tháng 1 năm 2020, nhóm phi hành gia thứ 22 của NASA, có biệt danh là "Rùa", đã tốt nghiệp và được giao cho chương trình Artemis. Nhóm này bao gồm hai phi hành gia của Cơ quan Vũ trụ Canada (CSA). Một số phi hành gia sẽ bay trong các chuyến bay của Artemis lên Mặt trăng và có thể là một phần của phi hành đoàn đầu tiên bay lên Sao Hỏa.
- Kayla Barron (sinh năm 1987): Trung úy, Hải quân Hoa Kỳ.
- Zena Cardman (sinh năm 1987): Nhà sinh vật học.
- Raja Chari (sinh năm 1977): Đại tá, Không quân Hoa Kỳ.
- Matthew Dominick (sinh năm 1981): Thiếu tá, Hải quân Hoa Kỳ.
- Bob Hines (sinh năm 1975): phi công nghiên cứu của NASA.
- Warren Hoburg (sinh năm 1985): trợ lý giáo sư hàng không và du hành vũ trụ, MIT .
- Jonny Kim (sinh năm 1984): Trung úy, bác sĩ hải quân Hoa Kỳ, cựu lính Hải quân Hoa Kỳ SEAL.
- Robb Kulin (sinh năm 1983): Kỹ sư, SpaceX - Từ chức vào tháng 8 năm 2018 trước khi hoàn thành khóa đào tạo của mình.[56]
- Jasmin Moghbeli (sinh năm 1983): Thiếu tá, Thủy quân lục chiến Hoa Kỳ.
- Loral O'Hara (sinh năm 1983): kỹ sư nghiên cứu, Viện Hải dương học Woods Hole.
- Francisco Rubio (sinh năm 1975): Thiếu tá, Lục quân Hoa Kỳ.
- Jessica Watkins (sinh năm 1988): Nhà địa chất học, nghiên cứu sinh sau tiến sĩ, Viện Công nghệ California .
- Joshua Kutryk (sinh năm 1982): LCol, Lực lượng Vũ trang Canada, phi công thử nghiệm, phi công chiến đấu, kỹ sư.
- Jenni Sidey (sinh năm 1988): Kỹ sư cơ khí, nhà khoa học chất đốt và giảng viên.[57]

## Chỉ trích
Chương trình Artemis đã nhận được những lời chỉ trích từ một số chuyên gia hàng không vũ trụ:
Kỹ sư hàng không vũ trụ, tác giả, và người sáng lập Hội Sao Hỏa Robert Zubrin đã lên tiếng bày tỏ sự thất vọng của mình đối với Lunar Gateway, một phần của chương trình Artemis vào năm 2019. Ông đã trình bày một cách tiếp cận khác cho cuộc đổ bộ lên mặt trăng của phi hành đoàn năm 2024 có tên Moon Direct, người kế thừa cho Mars Direct được đề xuất của ông. Tầm nhìn của ông là loại bỏ SLS và Orion, thay thế chúng bằng các phương tiện phóng SpaceX và Dragon 2.
Cựu phi hành gia Apollo 11 Buzz Aldrin không đồng ý với các mục tiêu và ưu tiên hiện tại của NASA, bao gồm cả kế hoạch của họ cho một tiền đồn mặt trăng. Ông cũng đặt câu hỏi về lợi ích của ý tưởng "gửi một phi hành đoàn đến một điểm trung gian trong không gian, đón một tàu đổ bộ đến đó và đi xuống". Tuy nhiên, Aldrin bày tỏ sự ủng hộ đối với khái niệm Moon Direct của Robert Zubrin liên quan đến tàu đổ bộ mặt trăng đi từ thẳng từ quỹ đạo Trái đất đến bề mặt mặt trăng và quay trở lại.

## Dự luật ủy quyền Hạ viện năm 2020
Lãnh đạo Ủy ban Khoa học Hạ viện đã giới thiệu dự luật ủy quyền NASA vào ngày 24 tháng 1 năm 2020, điều này có thể sẽ thay đổi đáng kể các kế hoạch hiện tại của NASA để đưa con người trở lại Mặt trăng và thay vào đó sẽ tập trung vào sứ mệnh quỹ đạo sao Hỏa vào năm 2033. Bill HR 5666 sẽ thay đổi ngày hạ cánh mặt trăng từ năm 2024 đến năm 2028 và đưa toàn bộ chương trình vào bên dưới một kế hoạch thám hiểm không gian lớn hơn. Những thay đổi chính bao gồm:
- Tạo ra một cơ quan quản lý chương trình Mặt trăng đến Sao Hỏa mới với mục tiêu hạ cánh con người lên Sao Hỏa và hiện diện ở đó "một cách bền vững ngay khi có thể"
- Mục tiêu 2028 cho cuộc đổ bộ mặt trăng để cho phép công nghệ phát triển
- Một Hệ thống hạ cánh con người (HLS) phát triển bởi NASA
- Một hệ thống tích hợp Orion/HLS phóng trên một hệ thống Space Launch System Block 1B, tương tự như tổ hợp Saturn/Apollo, có thể sử dụng thiết kế Boeing HLS
- Yêu cầu một chuyến bay thử nghiệm không người lái và thử nghiệm có người lái của HLS trước khi thử hạ cánh mặt trăng, một điều không cần thiết hiện tại
- Khi đi vào hoạt động, hệ thống sẽ thực hiện hai lần hạ cánh mặt trăng một năm chứ không phải một
- Không có căn cứ nào được thiết lập trên bề mặt mặt trăng, các nhiệm vụ sẽ tuân theo cách tiếp cận "cờ và bước chân" của Apollo
- Phát triển Lunar Gateway như một chương trình riêng biệt để thử nghiệm các công nghệ vận chuyển trên sao Hỏa và không bắt buộc đối với các hoạt động của mặt trăng
- Các công nghệ sử dụng tài nguyên tại chỗ sẽ được quản lý theo một chương trình tách biệt từ chiến dịch Mặt trăng đến Sao Hỏa và không bắt buộc cho cả hai nhiệm vụ
- Gia hạn Trạm vũ trụ quốc tế đến năm 2030

## Hình ảnh

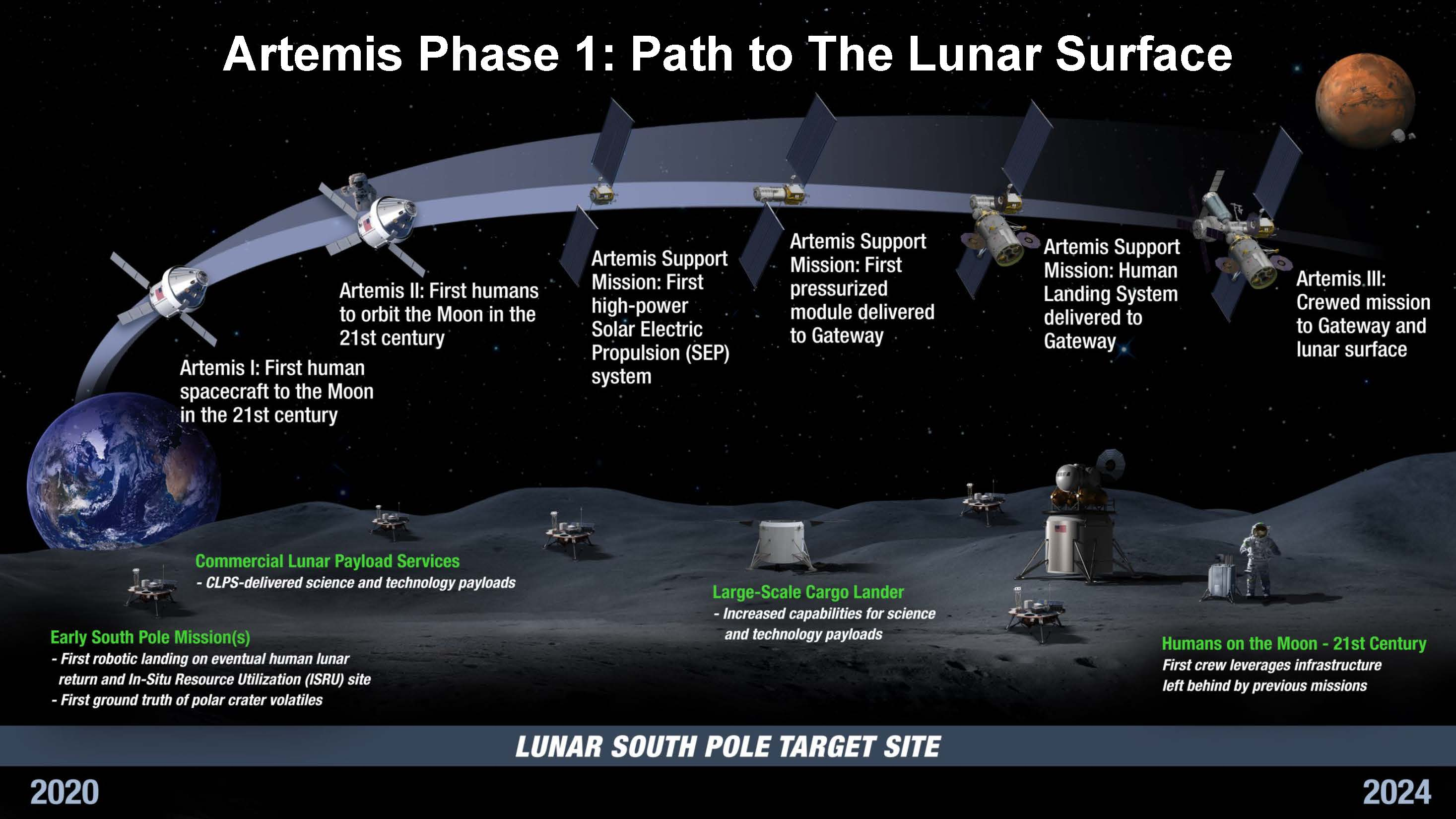
Nhiệm vụ theo kế hoạch của chương trình Artemis
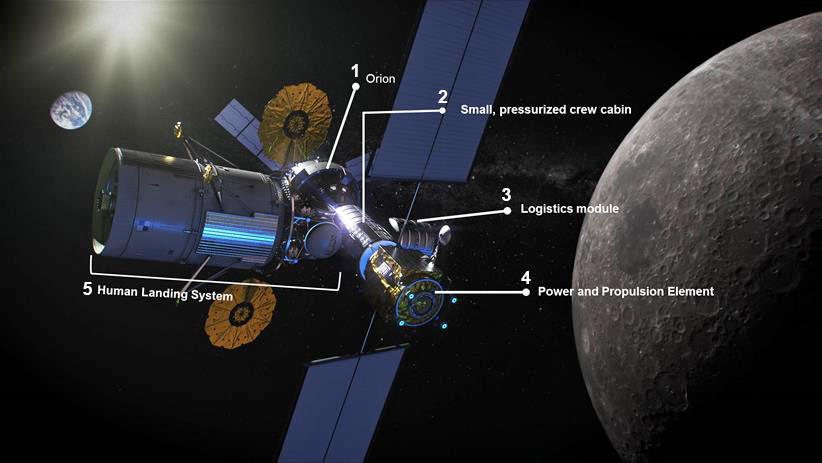
Lunar Gateway giai đoạn 1 với một Orion và HLS đã kết nối trên Artemis 3
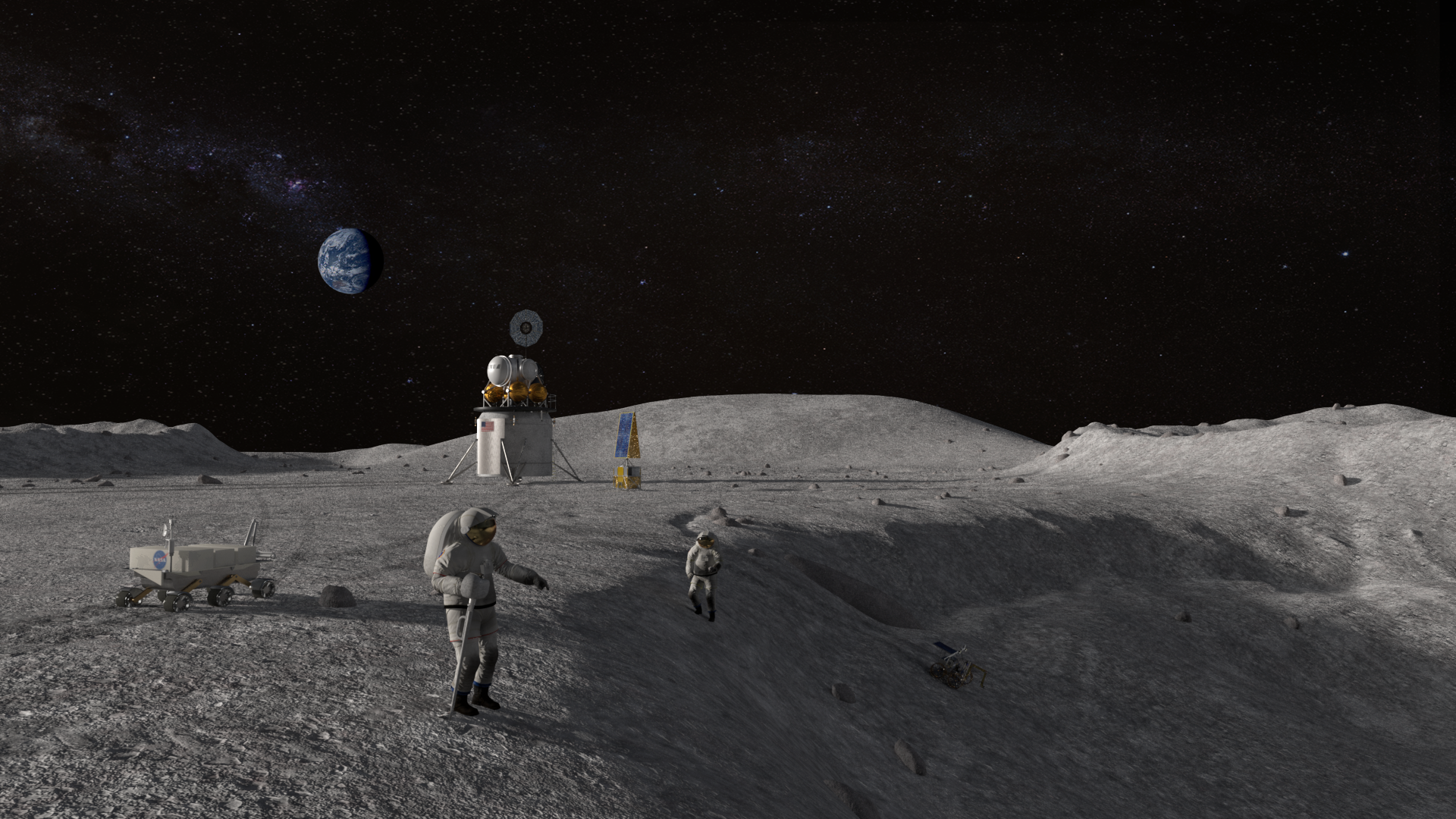
Hình dung về hoạt động bề mặt mặt trăng